# Linden am Gemeindeplatz Edenbergen

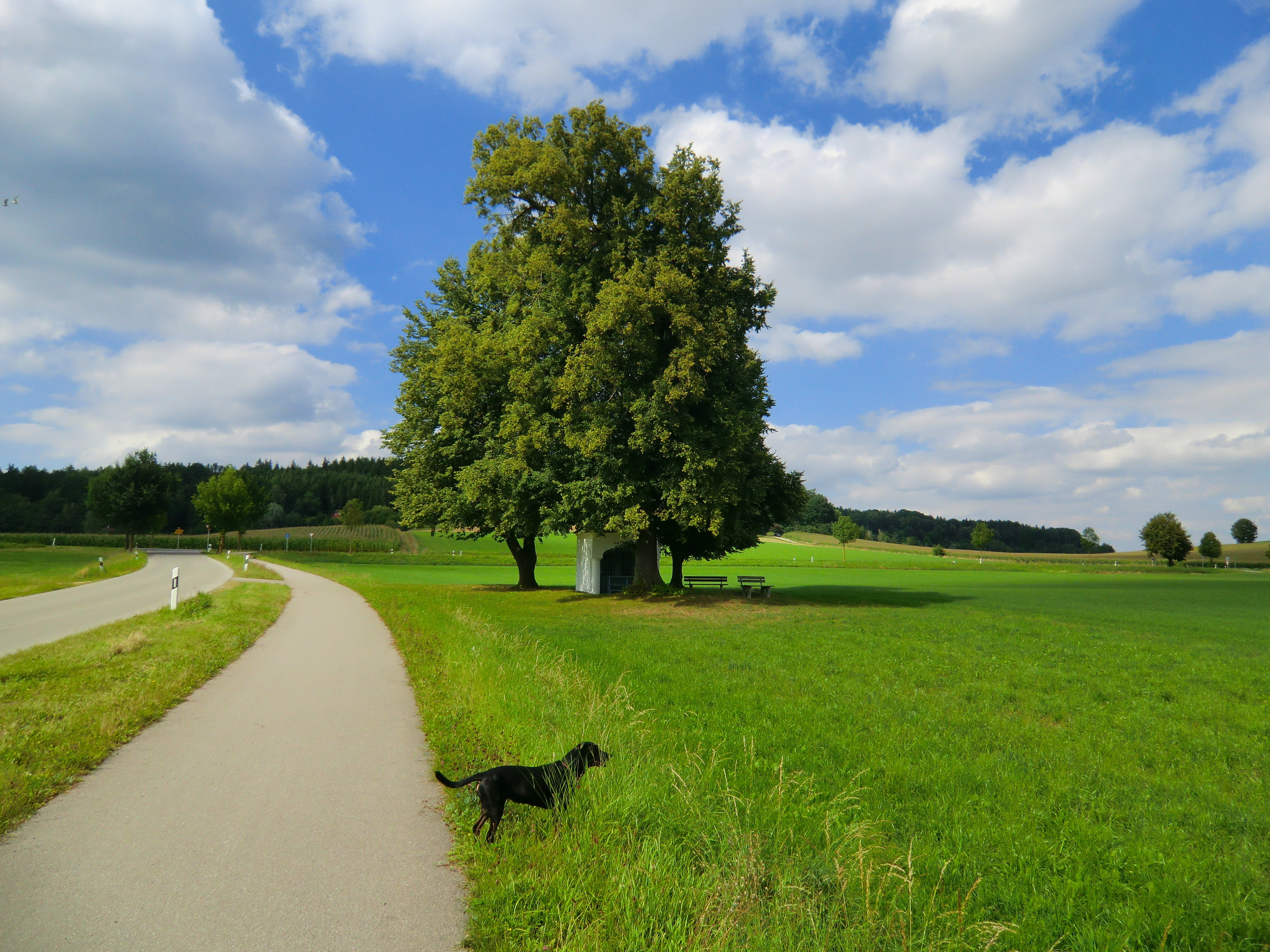
Die Linden am Gemeindeplatz Edenbergen

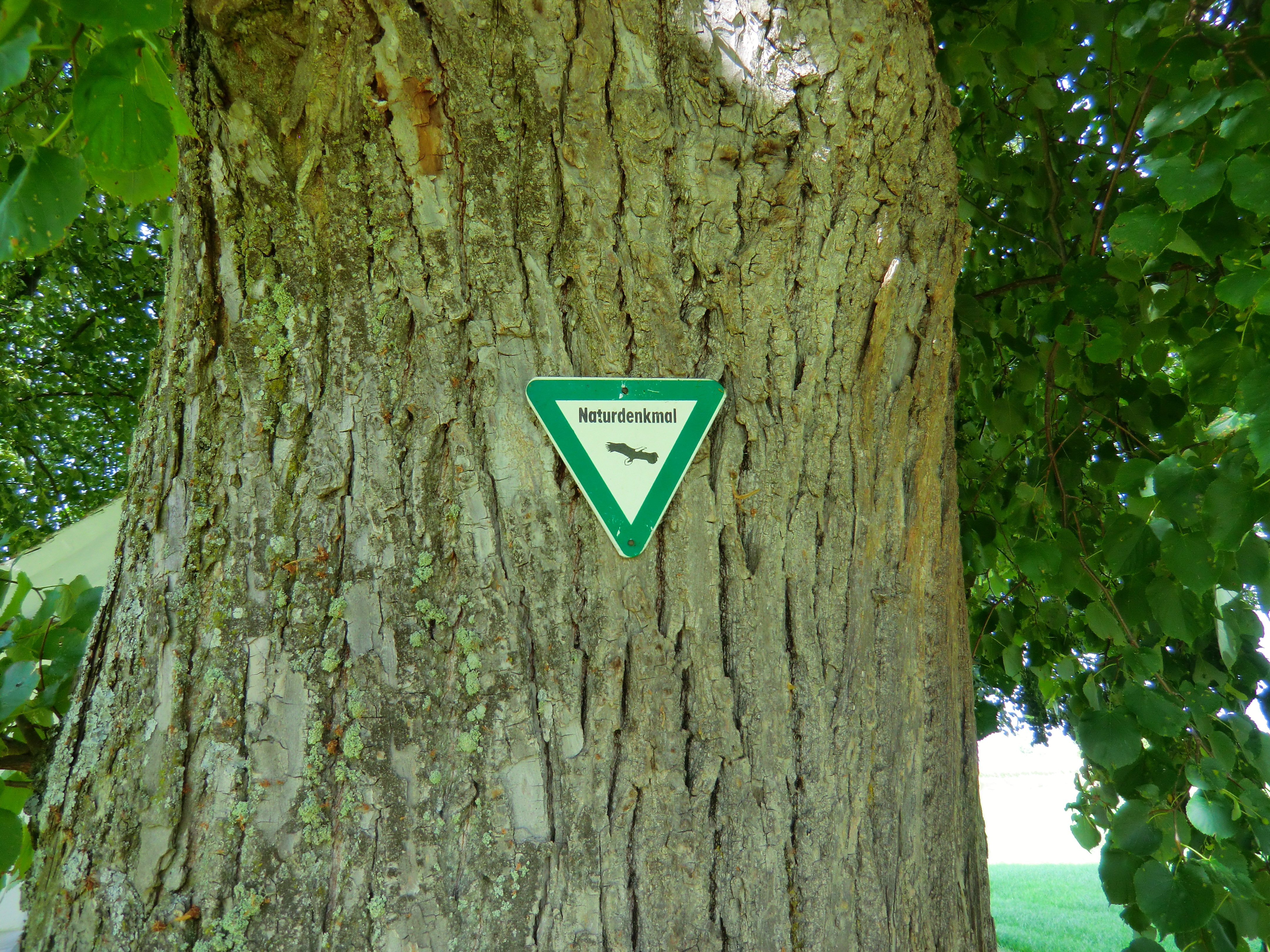
Die Naturdenkmalplakette an einer der Linden

Die Linden am Gemeindeplatz in Edenbergen befinden sich nördlich der geschlossenen Bebauung des Dorfes und sind als Naturdenkmal eingetragen.

## Lage
Die insgesamt drei Linden befinden sich nördlich der geschlossenen Bebauung des Dorfes und östlich des Radweges der Verlängerung der Edenberger Lindenbergstraße, die nach Norden zur Verbindungsstraße von Batzenhofen nach Rettenbergen führt. Die Lindenbergstraße wurde allerdings nicht nach diesen Linden benannt, sondern nach einer Lindengruppe in der Dorfmitte.
Als Edenberger Gemeindeplatz wird das südlich davon gelegene Areal bis zum Böglebach bezeichnet, das wie auch die Linden eigentlich auf Flur der heutigen Batzenhofer Gemarkung liegt, historisch bedingt aber zu Edenbergen gehört.

## Feldkapelle Mariahilf
Die Linden sind sternförmig angeordnet und umgeben dadurch die dazwischen errichtete Feldkapelle Mariahilf, die als geschütztes Baudenkmal eingetragen ist. Am römisch-katholischen Feiertag Mariä Himmelfahrt findet hier der Feldgottesdienst der Gemeinde Sankt Martin in Batzenhofen statt, zu der Edenbergen gehört.